# 攝津正のつりごはん
『攝津正のつりごはん』は、2019年4月7日からRKB毎日放送（RKBラジオ）で放送されているトーク番組。

## 概要
福岡ソフトバンクホークスで投手として活躍した攝津正の初冠番組である。同学年のアナウンサー・三好ジェームスと共に、釣りの豆知識や魚の調理法などに関するトークを展開する。
なお、放送開始当初、この番組はRKBテレビ「城島健司のJ的な釣りテレビ」と同時間帯に放送されていた。このことについて三好は「テレビに負けないよう、勝負です。（中略）釣りというコンテンツをテレビとラジオの両面から盛り上げていきたいですね」とコメントしている。
2022年7月に三好が部署異動になったため降板、8月からは田畑竜介がパーソナリティに就任した。2025年3月でその田畑も降板し、4月からは3代目として高見心太朗が起用されている。

## 放送時間
- 土曜日 7:30 - 8:00（JST。2020年10月3日 - [6]）

### 過去の放送時間
- 日曜日 6:10 - 6:40（JST。2019年4月7日 - 9月29日）
- 土曜日 6:30 - 7:00（JST。2019年10月5日[7] - 2020年9月26日）

## パーソナリティ
- 攝津正（元福岡ソフトバンクホークス投手、放送開始〜）
- 高見心太朗（RKBアナウンサー、2025年4月5日〜）

## 過去
- 三好ジェームス（RKBアナウンサー、放送開始〜2022年7月30日）
- 田畑竜介（RKBアナウンサー、2022年8月6日〜2025年3月29日）

## コーナー
- 獲物を求めてレッツリ!GO!
- おさかな万歳〜プロ直伝!この魚がうまい!!
- 釣りのポイント
- アウトドアに夢中
- 今週の釣り情報

## スポンサー
- 釣具のポイント

## イベント
- 海と日本プロジェクト presents「摂津正のつりごはん」 親子つりイベント （2019年11月24日、福岡市海づり公園）[8]